# 由志園

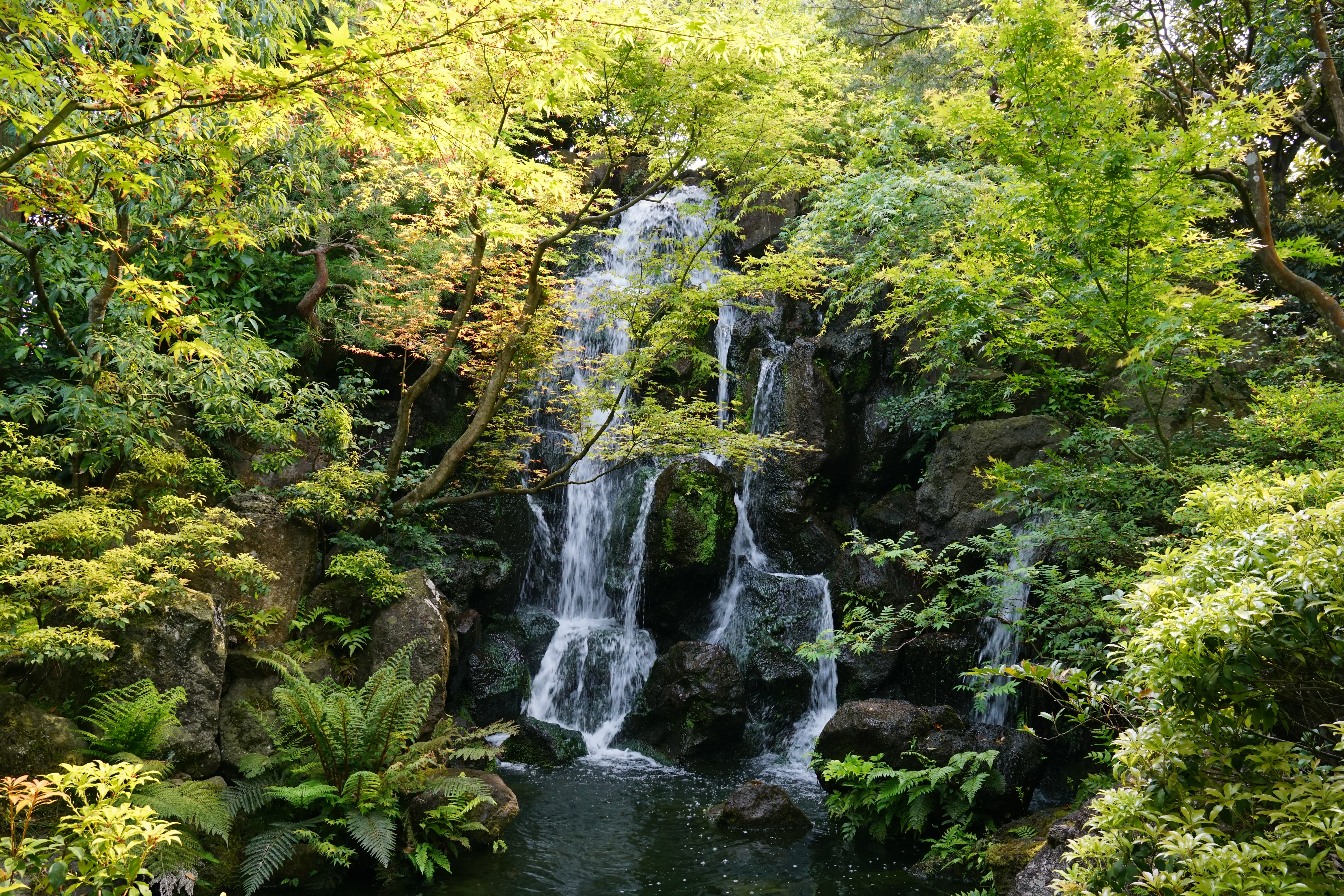
「奥出雲の渓谷」源流の滝

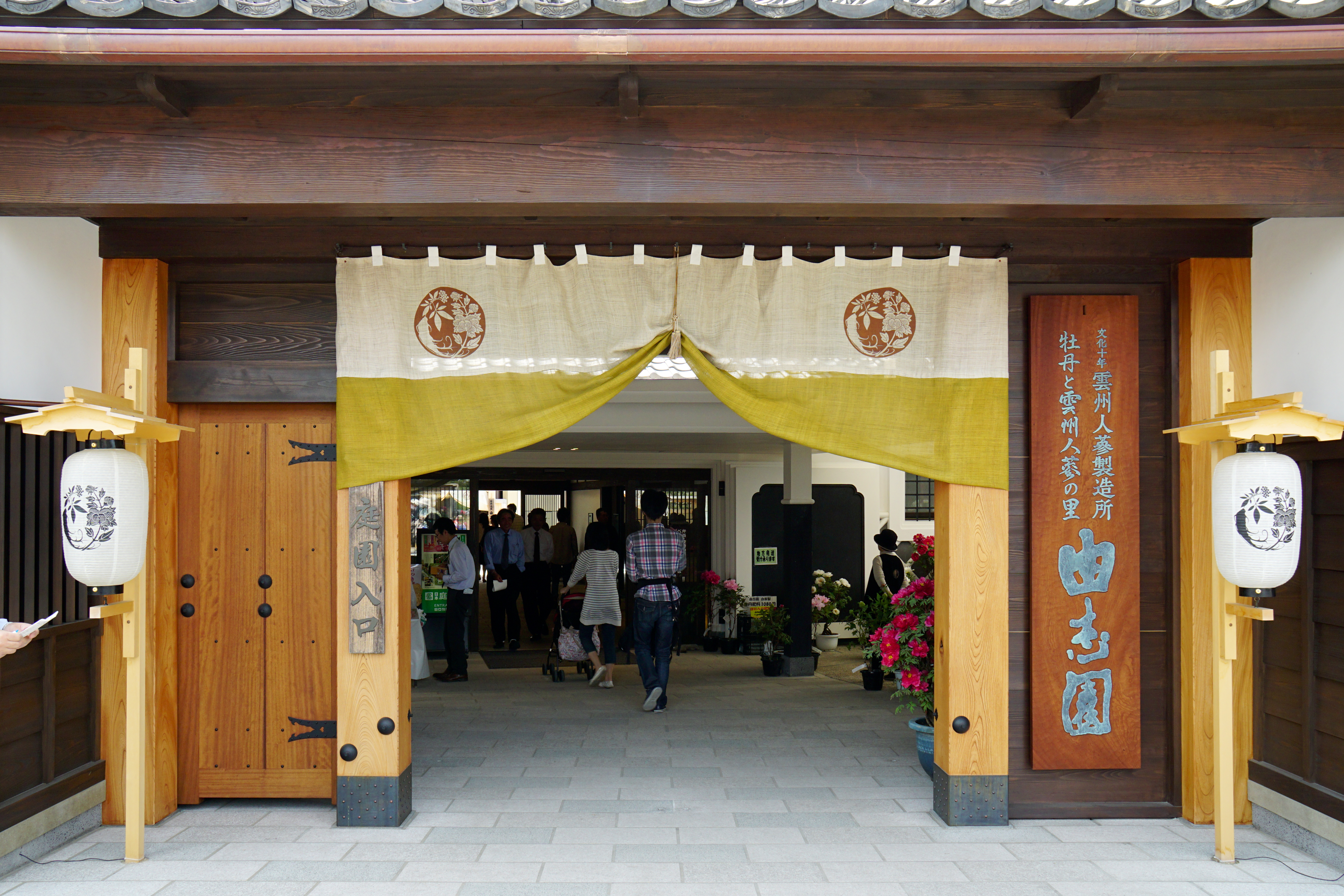
「平成の人参方長屋門」入口

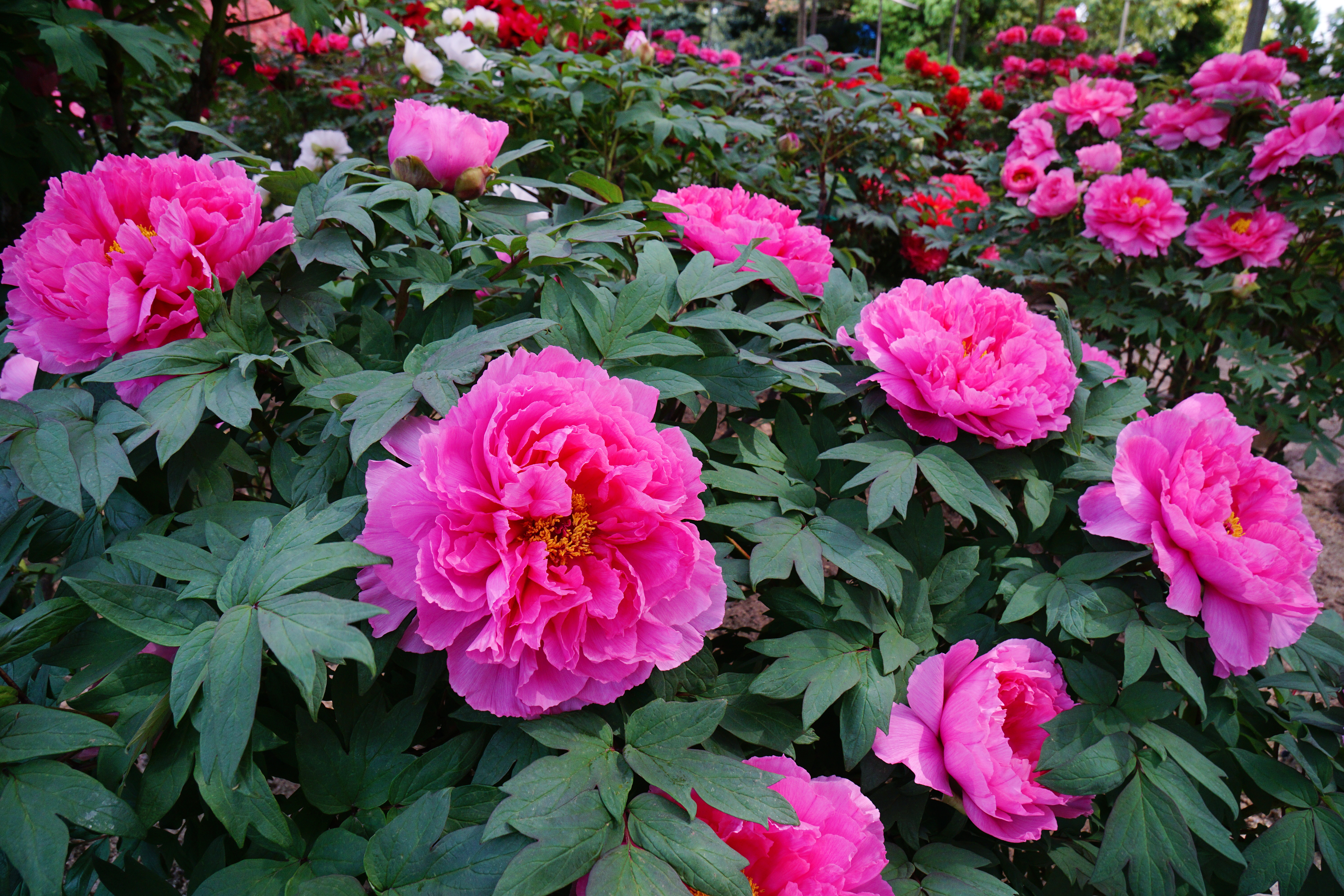
牡丹庭園

由志園（ゆうしえん）は、島根県松江市八束町の大根島にある日本庭園。牡丹の栽培が盛んである他、高麗人参の生産地としても有名で、雲州人参ミュージアムを併設する。

## 概要
由志園の初代園主である門脇栄が大根島の観光開発を目的とし1975年（昭和50年4月）に開園した。園の名前の由来は、門脇栄が「決して利己を目的とするものにあらず、観光産業の推進こそ天恵に応える郷民の務めなり。その布石となればと願うなり。」という志しをたてたことから、門脇栄が自らでなく父親である由蔵の「由」をとって「由志園」とした。
園の面積は4万m2で、池をめぐり回る形式の庭園。特に5月のゴールデンウイークは牡丹や芍薬、藤の花が美しい。牡丹の館では年間を通して牡丹を楽しむことができる。園内にはタイプの違う4つの売店がある。また、郷土料理の食事処も4ヵ所あり、地元産の蕎麦から個室での会席料理まで幅広く対応している。郷土食材を使った「高麗人参豆腐鍋」や「鰻の大根島溶岩焼き」は特に人気が高く名物となっている。
新たな日本庭園の文化を創造すべく、園内中央部の池泉に5万輪もの牡丹の花を浮かべるイベント「池泉牡丹」をはじめ、毎年国内外のアーティストを迎えての企画展も行っている。さらに近年は、「霧の日本庭園」、100万球のLEDやコンピュータ制御された水中イルミネーションを使った「夜間庭園」、浮世絵のプロジェクションマッピング、ARアプリの開発、ホログラム、3次元立体音響など最新のテクノロジーを融合した企画を行っている。

## 施設
- 池泉回遊式庭園
  - 寒牡丹庭園
  - 牡丹庭園
  - 枯山水庭園
  - 白砂青松庭
  - 溶岩庭園
  - 奥出雲の渓谷
- 牡丹の館（一年中満開の牡丹を鑑賞できる）
- 料亭「菖蒲」
- 食事処「紅葉」
- 食事処「禅」
- 日本料理「竹りん」
- 茶房「一望」
- 売店「やまぼうし」
- 雲州人参ミュージアム
- 御種人参茶カフェ
- 平成の人参方長屋門

## イベント
- 大根島牡丹まつり「牡丹園遊会」 - 4月中旬から5月上旬まで

## 交通アクセス
- 松江駅から市バスで46分～52分（八束町・由志園入口下車徒歩4分）
- 境港駅から八束コミュニティバスで41分（八束町・由志園入口下車徒歩4分）
- 米子駅から車で35分
- 米子空港から車で15分